# Laura Kahunde
Laura Kahunde là một nữ diễn viên người Áo. Cô hiện đang đóng vai Angela trong Cơ hội thứ hai của NTV (Ugandan telenovela) Cô được biết là đã đóng vai chính trong các bộ phim của Mariam Ndagire, Hearts in Pieces cùng với Abby Mukiibi, Where We Belong, và Dear Mum với Mariam Ndagire. Cô cũng đóng vai chính trong Hello của Usama Mukwaya đã giành được nữ diễn viên xuất sắc nhất trong giải thưởng sinh viên MNFPAC năm 2011. Gần đây cô xuất hiện trong một bộ phim Bullion của Henry Ssali cùng với chị gái Juliana Kanyomozi  Cô được xác nhận sẽ hợp tác với Usama Mukwaya một lần nữa trong bộ phim sắp ra mắt Love Faces cùng với Moses Kiboneka Jr. và Patriq Nkakalukanyi.

## Cuộc sống cá nhân
Laura là người sinh ra cuối cùng của Gerald và Catherine Manyindo. Cô cũng là anh em họ với Vua Oyo, Omukama của Toro trị vì, ở miền Tây Uganda và là em gái của ca sĩ kiêm diễn viên Juliana Kanyomozi  và họ cùng xuất hiện trong phim, Bullion.